# Iglesia de San Roque (Asunción)
La Iglesia de San Roque de Asunción (o simplemente Iglesia de San Roque) es un templo católico de la ciudad de Asunción. Se encuentra en el barrio San Roque, cerca de la plaza Uruguaya, en pleno centro histórico de la capital del Paraguay. Su diseño actual data de 1983.

## Historia
Desde tiempos coloniales, la ciudad de Asunción contó con dos santos patronos principales, San Roque y San Blas. San Blas ya poseía su parroquia, por lo que faltaba construir una en honor a San Roque.

### Construcción del primer templo (1606)
El primer templo dedicado a San Roque era una pequeña parroquia de madera y paja que se realizó durante el gobierno de Hernandarias en el año 1606, siendo inicialmente solo para las mujeres indígenas de la zona.

### Propiedad de los Franciscanos (1735 - 1824)
En 1735 la parroquia fue entregada a la orden de los franciscanos. En 1736 mudaron la iglesia en un sitio cercano a la Plaza San Francisco (actual Plaza Uruguaya) y el 15 de agosto de 1781 la terminaron de construir, siendo inicialmente una viceparroquia.
En 1791 fue reconstruida parcialmente y se le agregó un hospital de dos pisos. En 1793, en esta iglesia fue bautizado Carlos Antonio López, quien luego sería presidente del país. En 1801 se le agregó una torre hecha de madera, ladrillo y piedra.
En 1824 durante el gobierno de José Gaspar Rodríguez de Francia fueron suprimidas todas las órdenes religiosas, por lo que la iglesia de San Roque pasó a manos de los curas del estado.

### Segunda Remodelación (1853)
En 1844 durante el gobierno de Carlos Antonio López la iglesia de San Roque se encontraba prácticamente en ruinas, por lo que fue demolida para ser reconstruida desde cero con un diseño nuevo. La nueva iglesia de San Roque fue inaugurada el 20 de mayo de 1853. Su apariencia y arquitectura de estilo italiano eran muy similares a los de la iglesia de la Recoleta y a la Catedral de Asunción. Se encontraba en diagonal a la Plaza Uruguaya, su frente daba a la calle Antequera y su fondo hacia la calle Tacuarí.
Durante la Guerra de la Triple Alianza (1864 - 1870) funcionó allí un hospital de sangre para los soldados paraguayos heridos en el conflicto. Durante la ocupación de Asunción, la iglesia como muchos otros edificios fue saqueada por el ejército brasileño.
En los siguientes años de la posguerra, a fines del siglo XIX y comienzos del siglo XX, la ciudad de Asunción comenzó a expandirse y debido a su cercanía al centro y a la estación central del Ferrocarril, esta iglesia fue todo un ícono de esta parte de la ciudad, dando nombre al Barrio San Roque y a numerosos negocios de la zona como el Bar San Roque (inaugurado en el año 1900).

### Demolición (1969)
En la década de los 60s, la iglesia de San Roque ya se encontraba en muy mal estado, llegándose a caer una viga y parte del techo en una ocasión que por suerte se encontraba vacía, por lo que fue clausurada un tiempo. El padre Juan Escalante quien era el encargado de la iglesia pidió ayudas económicas a la gente y al gobierno por mucho tiempo, pero tristemente no consiguió respuestas favorables, por lo que decidió la demolición del histórico edificio.
El 22 de agosto de 1969, la iglesia de San Roque que tenía 116 años de antigüedad fue demolida y gran parte de su predio fue vendido para la construcción de unos edificios comerciales. Este hecho generó una triste conmoción en la opinión pública de la época.

### Templo actual (1983)
En la misma cuadra fue erigida una nueva iglesia, pero esta vez con un diseño más moderno y un patio más pequeño que el anterior, teniendo su frente hacia la calle Tacuarí, que antes era su fondo. Este nuevo templo fue inaugurado finalmente el 4 de setiembre de 1983, siguiendo en funcionamiento hasta la actualidad. Cada año en Semana Santa, este templo suele formar parte del tradicional recorrido por las 7 iglesias del centro de Asunción.